# Adalbert Iordache
Adalbert Iordache (Cluj-Napoca, 28 gennaio 1919 – Bucarest, 21 dicembre 1995) è stato un pallanuotista rumeno.
Ha fatto parte della Romania che ha partecipato al torneo di pallanuoto ai Giochi di Helsinki 1952, giocando tutte le partite, senza segnare alcun gol.